# Simona Ogescu
Simona Ogescu (* 5. Oktober 2002) ist eine rumänische Tennisspielerin.

## Karriere
Ogescu spielt vorrangig auf der ITF Women’s World Tennis Tour, wo sie bislang fünf Titel im Doppel gewinnen konnte.

## Turniersiege

### Doppel
| Nr. | Datum             | Turnier  | Kategorie | Belag | Partnerin          | Finalgegnerinnen                        | Ergebnis  |
| --- | ----------------- | -------- | --------- | ----- | ------------------ | --------------------------------------- | --------- |
| 1.  | 25. Juni 2022     | Bukarest | ITF W15   | Sand  | Michaela Zonewa    | Giorgia Pinto Gaia Squarcialupi         | 6:4, 6:2  |
| 2.  | 12. November 2022 | Iraklio  | ITF W15   | Sand  | Sapfo Sakellaridi  | Margarita Ignatjeva Elena Korokozidi    | 6:4, 6:3  |
| 3.  | 4. März 2023      | Antalya  | ITF W15   | Sand  | Ana Candiotto      | Miho Kuramochi Bojana Marinković        | 6:3, 6:4  |
| 4.  | 2. September 2023 | Brașov   | ITF W15   | Sand  | Linda Ševčíková    | Nicole Fossa Huergo Julija Stamatowa    | 7:68, 7:5 |
| 5.  | 12. Oktober 2024  | Iraklio  | ITF W15   | Sand  | Ioana Teodora Sava | Tilwith Di Girolami Patricija Paukštytė | 7:68, 7:5 |